# Lola Todd
Lola Todd (14 de mayo de 1904-31 de julio de 1995) fue una actriz cinematográfica estadounidense de la época del cine mudo de Hollywood. 
Todd nació en Nueva York y se trasladó a Hollywood a principios de los años veinte para intentar hacer una carrera como actriz. Consiguió su primer papel en 1923 con la película The Ghost City. Ese mismo año rodó Rustlin' Buster, frente a Jack Mower. En 1924 su carrera tuvo un breve despegue, y ese año trabajó en nueve títulos. En 1925 solo actuó en tres películas, pero fue nombrada una de las trece "WAMPAS Baby Stars", una lista en la cual se incluía a la futura leyenda de Hollywood June Marlowe. 
El año siguiente hizo cinco películas y cuatro en 1927, pero tras ello su carrera declinó considerablemente. Entre 1928 y 1929 solo trabajó en tres filmes, con la llegada del cine sonoro su carrera llegó a término. Se retiró del cine y vivió en Los Ángeles, California, hasta 1995, año de su fallecimiento.